# Xã Waterloo, Quận Athens, Ohio
Xã Waterloo (tiếng Anh: Waterloo Township) là một xã thuộc quận Athens, tiểu bang Ohio, Hoa Kỳ. Năm 2010, dân số của xã này là 2.562 người.